# José Luis Ozores
José Luis Ozores Puchol (Madrid, 18 de junio de 1922-ib., 10 de mayo de 1968) fue un actor cómico español.

## Biografía
Sus padres fueron los actores de teatro Mariano Ozores Francés y Luisa Puchol quienes tuvieron tres hijos: José Luis (1922-1968), Mariano, director y guionista (1926-2025), y Antonio, actor (1928-2010).
José Luis se casó en 1956 con la también actriz Concepción Muñoz y tuvieron tres hijos, la actriz Adriana Ozores (1959) y los gemelos, Mariano y Pelayo (1961), los cuales se dedican también al mundo del cine. Fue tío de la también actriz Emma Ozores (1961), hija de su hermano Antonio.
Debutó en el cine en 1945. La película que lo llevó a la fama fue Recluta con niño (1956), de Pedro Luis Ramírez. Fue además uno de los pioneros de la televisión en España con programas como A las diez en mi barrio.
Una grave enfermedad, la esclerosis múltiple, de la que estuvo aquejado desde 1959, lo dejó postrado en una silla de ruedas en 1963, pero no por ello dejó de actuar. Así, en 1965 protagonizó la obra de teatro El poder, de Joaquín Calvo Sotelo.En 1966, su último film, Hoy como ayer, de Mariano Ozores.
Falleció el 10 de mayo de 1968 en la clínica de Nuestra Señora de Loreto de Madrid a los 45 años y a causa de la esclerosis múltiple progresiva que padecía.
En 2016 Mariano Ozores, José Luis Ozores (1922-1968) y Antonio Ozores (1928-2010) fueron galardonados con el Goya de Honor de la Academia de Cine de España.

## Principales premios
- 1964 - Premio del Sindicato Nacional del Espectáculo por La hora incógnita.
- En 2016, Mariano Ozores, José Luis Ozores (1922-1968) y Antonio Ozores (1928-2010) fueron galardonados con el Goya de Honor de la Academia de Cine de España.[4][5]

## Filmografía española
- El camino de Babel (1945)
- El último caballo (1950)
- Cuento de hadas (1951)
- Esa pareja feliz (1951)
- Habitación para tres (1952)
- De Madrid al cielo (1952)
- Encuentro en la ciudad (1952)
- Pluma al viento (1952)
- El diablo toca la flauta (1953)
- Cabaret (1953)
- Buenas noticias (1954)
- ¡Aquí hay petróleo! (1955)
- Al fin solos (1955)
- Historias de la radio (1955)
- Juicio final (1955)
- La chica del barrio (1955)
- Recluta con niño (1955)
- Calabuch (1956)
- La gran mentira (1956)
- La vida en un bloc (1956)
- Los ladrones somos gente honrada (1956)
- El aprendiz de malo (1957)
- El fotogénico (1957)
- El hombre del paraguas blanco (1957)
- El puente de la paz (1957)
- El tigre de Chamberí (1957)
- La cenicienta y Ernesto (1957)
- Los ángeles del volante (1957)
- El andén (1957)
- Pasaje a Venezuela (1957)
- El gafe (1958)
- Patio andaluz (1958)
- Parque de Madrid (1958)
- El casco blanco (1959)
- Las dos y media y ... Veneno (1959)
- ¡Aquí están las vicetiples! (1960)
- Ahí va otro recluta (1960)
- Un ángel tuvo la culpa (1960)
- Margarita se llama mi amor (1961)
- Salto mortal (1961)
- Alegre juventud (1962)
- Sabían demasiado (1962)
- Su Alteza la niña (1962)
- Suspendido en sinvergüenza (1962)
- La hora incógnita (1964)
- Hoy como ayer (1966)

## Ancestros
|  |                            |  |  |  |  |  |  |  |  |  |  |  |  |  |  |  |
|  | 4. Aurelio Ozores Ugalde   |  |  |  |  |  |  |  |  |  |  |  |  |  |  |  |
|  |                            |  |  |  |  |  |  |  |  |  |  |  |  |  |  |  |
|  |                            |  |  |  |  |  |  |  |  |  |  |  |  |  |  |  |
|  | 2. Mariano Ozores Francés  |  |  |  |  |  |  |  |  |  |  |  |  |  |  |  |
|  |                            |  |  |  |  |  |  |  |  |  |  |  |  |  |  |  |
|  |                            |  |  |  |  |  |  |  |  |  |  |  |  |  |  |  |
|  | 5. Emilia Francés          |  |  |  |  |  |  |  |  |  |  |  |  |  |  |  |
|  |                            |  |  |  |  |  |  |  |  |  |  |  |  |  |  |  |
|  |                            |  |  |  |  |  |  |  |  |  |  |  |  |  |  |  |
|  | 1. José Luis Ozores Puchol |  |  |  |  |  |  |  |  |  |  |  |  |  |  |  |
|  |                            |  |  |  |  |  |  |  |  |  |  |  |  |  |  |  |
|  |                            |  |  |  |  |  |  |  |  |  |  |  |  |  |  |  |
|  | 6. Antonio Puchol Ávila    |  |  |  |  |  |  |  |  |  |  |  |  |  |  |  |
|  |                            |  |  |  |  |  |  |  |  |  |  |  |  |  |  |  |
|  |                            |  |  |  |  |  |  |  |  |  |  |  |  |  |  |  |
|  | 3. Luisa Puchol Butier     |  |  |  |  |  |  |  |  |  |  |  |  |  |  |  |
|  |                            |  |  |  |  |  |  |  |  |  |  |  |  |  |  |  |
|  |                            |  |  |  |  |  |  |  |  |  |  |  |  |  |  |  |
|  | 7. Claudia Butier          |  |  |  |  |  |  |  |  |  |  |  |  |  |  |  |
|  |                            |  |  |  |  |  |  |  |  |  |  |  |  |  |  |  |
|  |                            |  |  |  |  |  |  |  |  |  |  |  |  |  |  |  |
|  | 15. Gregoria               |  |  |  |  |  |  |  |  |  |  |  |  |  |  |  |
|  |                            |  |  |  |  |  |  |  |  |  |  |  |  |  |  |  |
|  |                            |  |  |  |  |  |  |  |  |  |  |  |  |  |  |  |